# Certificado de plata (Estados Unidos)

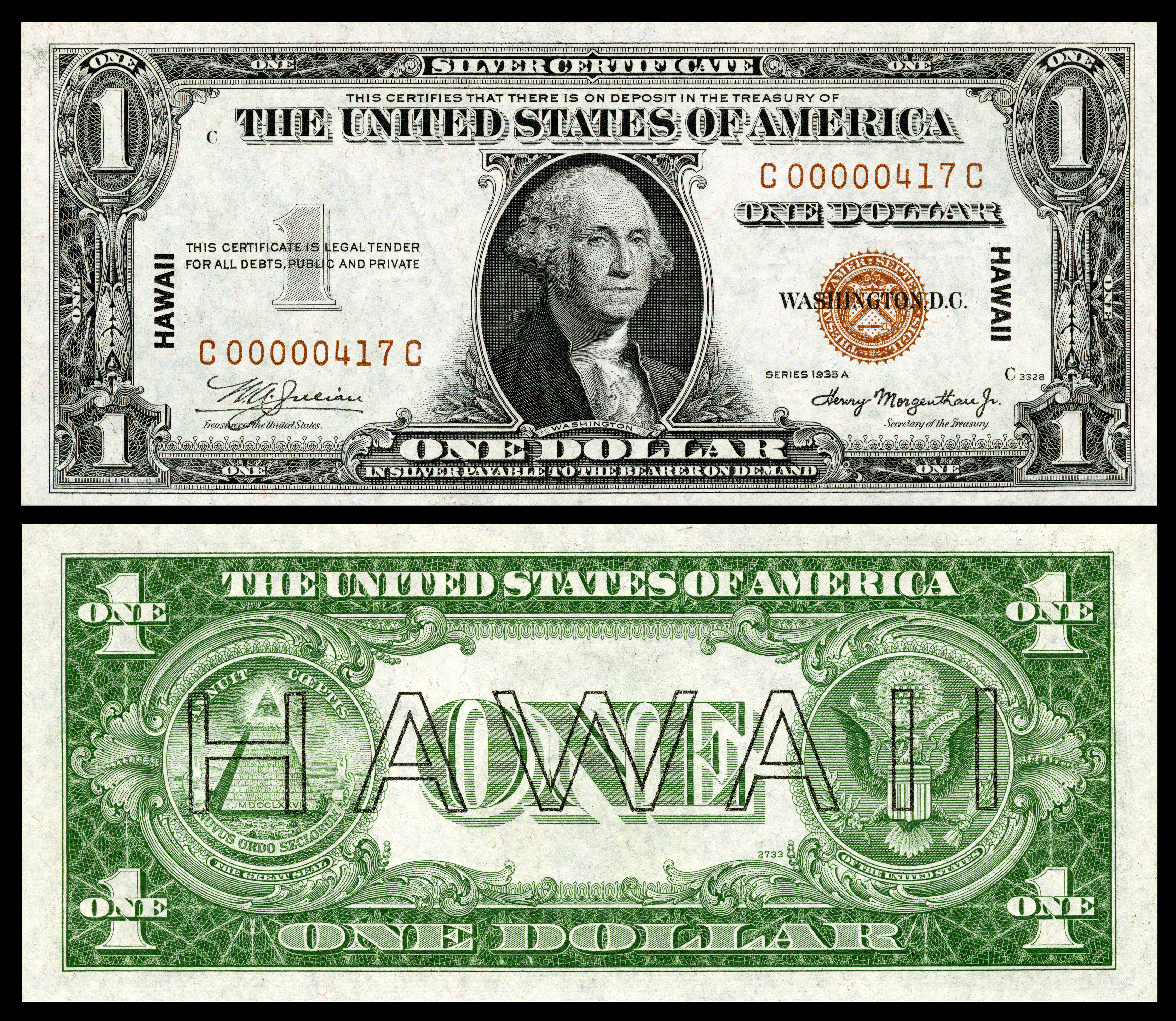
El certificado de plata de $1 de la serie sobreimpresa Hawaii.

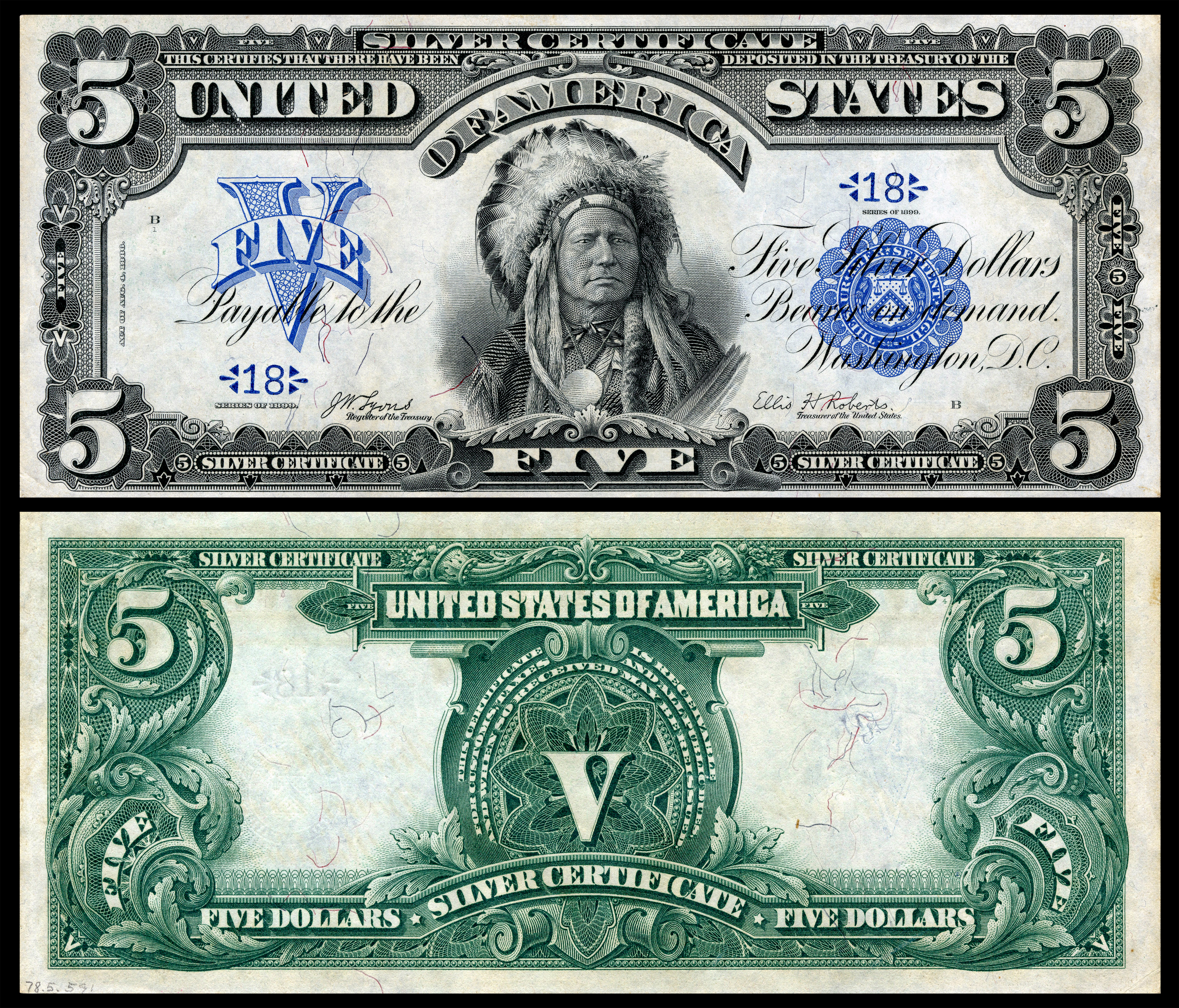
Certificado de plata de $5 de la Serie 1899 con el jefe Antílope que corre de los Húŋkpapȟa.

Los certificados de plata fueron un tipo de dinero representativo emitido entre 1878 y 1964 en los Estados Unidos como parte de su circulación de papel moneda. Se produjeron en respuesta a la agitación de la plata por parte de ciudadanos que estaban enojados por la Cuarta Ley de Moneda, que efectivamente había colocado a Estados Unidos en un patrón oro. Los certificados se podían canjear inicialmente por su valor nominal en monedas de un dólar de plata y más tarde (durante un año, del 24 de junio de 1967 al 24 de junio de 1968) en lingotes de plata en bruto. Desde 1968 sólo se pueden canjear en billetes de la Reserva Federal y, por lo tanto, son obsoletos, pero siguen siendo de curso legal válidos a su valor nominal y, por lo tanto, siguen siendo una forma aceptada de moneda.
Los certificados de plata de gran tamaño (1878 a 1923) se emitieron inicialmente en denominaciones de $ 10 a $ 1,000 (en 1878 y 1880) y en 1886 los $ 1, $ 2 y $ 5 fueron autorizados. En 1928, se rediseñaron todos los billetes de banco de Estados Unidos y se redujo el tamaño. El certificado de plata de tamaño pequeño (1928-1964) solo se emitía regularmente en denominaciones de $ 1, $ 5 y $ 10. El conjunto de tipos completo a continuación es parte de la Colección Numismática Nacional del Museo de Historia Americana del Smithsonian.

## Historia
La Ley de acuñación de 1873 intencionalmente omitió el lenguaje que autorizaba la acuñación de dólares de plata "estándar"  y puso fin al estándar bimetálico que había sido creado por Alexander Hamilton. Si bien la Ley de acuñación de 1873 detuvo la producción de dólares de plata, fue la adopción en 1874 de la Sección 3568 de los Estatutos Revisados lo que realmente eliminó el estatus de moneda de curso legal de los certificados de plata en el pago de deudas superiores a cinco dólares. En 1875, los intereses comerciales invertidos en plata (por ejemplo, bancos occidentales, compañías mineras) querían restaurar el estándar bimetálico. La gente comenzó a referirse a la aprobación de la ley como el crimen del 73. 
Impulsados por una fuerte caída en el valor de la plata en 1876, los representantes del Congreso de Nevada y Colorado, estados responsables de más del 40% de la producción mundial de plata en las décadas de 1870 y 1880, comenzaron a presionar por el cambio. Una mayor agitación pública por el uso de la plata fue impulsada por el temor de que no hubiera suficiente dinero en la comunidad. Los miembros del Congreso afirmaron ignorar que la ley de 1873 conduciría a la desmonetización de la plata, a pesar de haber tenido tres años para revisar el proyecto de ley antes de promulgarlo como ley. Algunos culparon de la aprobación de la ley a una serie de factores externos, incluida una conspiración en la que participaron inversores extranjeros y conspiradores del gobierno. En respuesta, la Ley Bland-Allison, como llegó a ser conocida, fue aprobada por el Congreso (con veto presidencial) el 28 de febrero de 1878. No preveía la "acuñación gratuita e ilimitada de plata" exigida por Mineros occidentales, pero requirió que el Tesoro de los Estados Unidos comprara entre $ 2 millones y $ 4 millones de lingotes de plata por mes de compañías mineras en el Oeste, para ser acuñados en monedas.

### Certificados de plata de gran tamaño

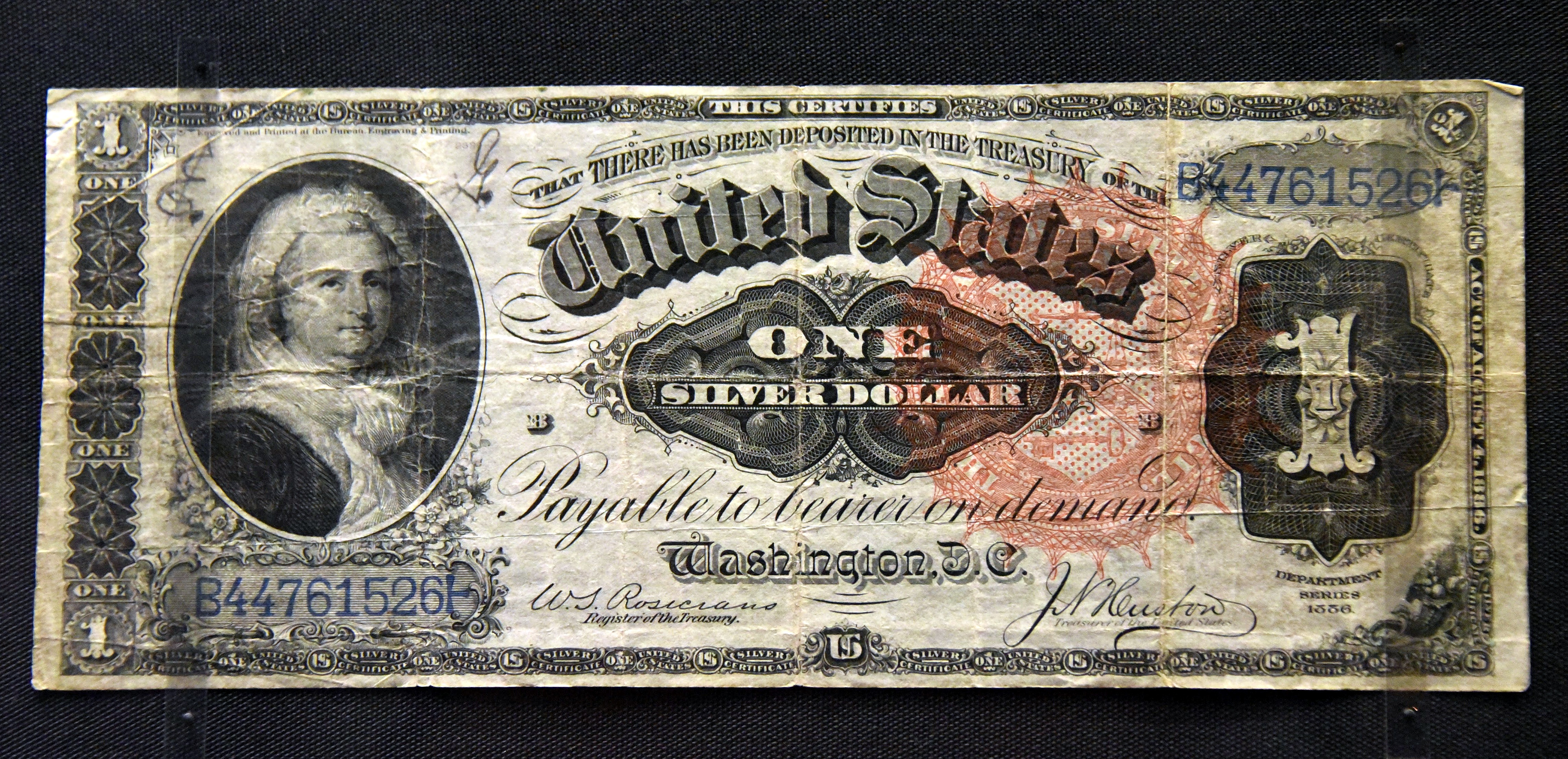
Billete certificado de un dólar de plata, Departamento del Tesoro de Estados Unidos, 1886. Expuesto en el Museo Británico de Londres

Los primeros certificados de plata (serie 1878) se emitieron en denominaciones de 10 a 1000 dólares. La recepción por parte de las instituciones financieras fue cautelosa. Aunque es más cómodo y menos voluminoso que las monedas de dólar, el certificado de plata no se aceptaba en todas las transacciones. La Ley Bland-Allison estableció que eran "exigibles para las aduanas, los impuestos y todos los derechos públicos", y podían incluirse en las reservas bancarias, pero los certificados de plata no se consideraban explícitamente de curso legal para las interacciones privadas (es decir, entre particulares). El Congreso utilizó la Ley Bancaria Nacional del 12 de julio de 1882 para aclarar la condición de moneda de curso legal de los certificados de plata, autorizando claramente su inclusión en las reservas legales de los bancos nacionales. Una ley de asignaciones generales del 4 de agosto de 1886 autorizó la emisión de certificados de plata de 1, 2 y 5 dólares. La introducción de moneda de baja denominación (ya que las denominaciones de los billetes estadounidenses de menos de 5 dólares quedaron en suspenso) aumentó en gran medida la circulación. Durante los 12 años de vigencia de la Ley Bland-Allison, el gobierno de los Estados Unidos recibiría un señoreaje que ascendería a unos 68 millones de dólares (entre 3 y 9 millones de dólares al año), al tiempo que absorbería más del 60% de la producción de plata de los Estados Unidos.

### Certificados de plata de pequeño tamaño
El Secretario del Tesoro Franklin MacVeagh (1909-13) nombró un comité para investigar las posibles ventajas (por ejemplo, reducción de costes, mayor velocidad de producción) de la emisión de billetes estadounidenses de menor tamaño. Debido en parte al estallido de la Primera Guerra Mundial y al final de su mandato, cualquier recomendación puede haberse estancado. El 20 de agosto de 1925, el Secretario del Tesoro Andrew William Mellon nombró un comité similar y en mayo de 1927 aceptó sus recomendaciones para la reducción del tamaño y el rediseño de los billetes estadounidenses. El 10 de julio de 1929 se emitió la nueva moneda de pequeño tamaño.
En consonancia con la redacción de los certificados de plata de gran tamaño, todos los certificados de la serie de 1928 de pequeño tamaño llevaban la obligación "Esto certifica que hay (o ha habido) depositado en el Tesoro de los Estados Unidos de América X dólar(s) de plata pagadero(s) al portador a la demanda" o "X dólares en moneda de plata pagadero(s) al portador a la demanda". Esto requería que el Tesoro mantuviera existencias de dólares de plata para respaldar y redimir los certificados de plata en circulación. A partir de los certificados de plata de la serie de 1934, la redacción se cambió a "Esto certifica que hay en depósito en el Tesoro de los Estados Unidos de América X dólares en plata pagaderos al portador a petición". Esto liberó al Tesoro de almacenar bolsas de dólares de plata en sus bóvedas, y le permitió canjear los certificados de plata con lingotes o gránulos de plata, en lugar de dólares de plata. Años después de que el gobierno dejara de canjear certificados de plata por plata, se encontraron en las bóvedas del Tesoro grandes cantidades de dólares de plata destinados específicamente a satisfacer la anterior obligación de canjearlos en dólares de plata.
Como era habitual con la moneda durante este período, la fecha del año en el billete no reflejaba cuándo se imprimió, sino un cambio de diseño importante. En virtud de la Ley de Compra de Plata de 1934, la autoridad para emitir certificados de plata se otorgó al Secretario del Tesoro de los Estados Unidos. Otros cambios, en particular cuando se alteraba alguna de las dos firmas, hacían que se añadiera una letra debajo de la fecha. Una excepción notable fue el certificado de plata de un dólar de la serie 1935G, que incluía billetes con y sin el lema "In God We Trust" en el reverso. Los certificados de un dólar con fecha de 1935 duraron hasta la letra "H", después de la cual los nuevos procesos de impresión iniciaron la serie de 1957. En algunos casos, las planchas de impresión se utilizaron hasta que se desgastaron, a pesar de que otras más nuevas también producían billetes, por lo que la secuencia de las firmas puede no ser siempre cronológica. Así, algunos de los certificados de un dólar fechados en 1935 se emitieron hasta 1963

### Temas de la Segunda Guerra Mundial
En respuesta al ataque a Pearl Harbor japonés, el 8 de junio de 1942 se encargó a la Oficina de Grabado e Impresión el billete con sobreimpresión de Hawái (todos los billetes de 1934 a 1935 fueron hechos de nuevo). Emitidos en denominaciones de 1, 5, 10 y 20 dólares, sólo el de 1 dólar era un certificado de plata, los demás eran billetes de la Reserva Federal. Con el sello "HAWAII" (en letras pequeñas y sólidas en el anverso y en letras grandes en el reverso), con el sello del Tesoro y los números de serie en color marrón en lugar del azul habitual, estos billetes podrían ser desmonetizados en caso de invasión japonesa. En noviembre de 1942 se emitió más moneda de emergencia de la Segunda Guerra Mundial para su circulación en Europa y el norte de África. Impresos con un sello amarillo brillante, estos billetes (de 1, 5 y 10 dólares) podrían ser desmonetizados en caso de que Estados Unidos perdiera su posición en las campañas europeas o norteafricanas.

### "Billetes con estrella"
Cuando un billete se daña en la impresión, normalmente se sustituye por otro (la estrella sustituye a una letra en el borde del billete). Para mantener la coherencia de los importes emitidos, estos billetes de sustitución se indican normalmente con un asterisco en el número de serie secuenciado por separado. En el caso de los certificados de plata, este asterisco aparece al principio del número de serie.

### Fin de los certificados de plata
En las casi tres décadas transcurridas desde la aprobación de la Ley de Compra de Plata de 1934, la demanda anual de lingotes de plata aumentó constantemente, pasando de unos 11 millones de onzas (1933) a 110 millones de onzas (1962). Las leyes de 1939 y 1946 establecieron precios mínimos para la plata de 71 y 90.5 céntimos (respectivamente) por onza. Basándose en la escasez prevista de lingotes de plata, el 4 de junio de 1963 se promulgó la Ley Pública 88-36 (PL88-36), que derogó la Ley de Compra de Plata de 1934 y las Leyes del 6 de julio de 1939 y del 31 de julio de 1946, al tiempo que proporcionaba instrucciones específicas sobre la disposición de la plata mantenida como reserva contra los certificados emitidos y el precio al que se podía vender la plata. También modificó la Ley de la Reserva Federal para autorizar la emisión de billetes de menor denominación (es decir, de 1 y 2 dólares), permitiendo la retirada gradual (o proceso de canje) de los certificados de plata de 1 dólar y liberando los lingotes de plata de la reserva. Al derogar las leyes anteriores, el PL88-36 también derogó la autoridad del Secretario del Tesoro para controlar la emisión de certificados de plata. Al emitir la Orden Ejecutiva 11110, el presidente John F. Kennedy pudo continuar con la autoridad del Secretario. Aunque conservan su condición de moneda de curso legal, el certificado de plata ha sido retirado del uso.
En marzo de 1964, el Secretario del Tesoro, C. Douglas Dillon, suspendió el canje de certificados de plata por monedas de un dólar de plata; durante los cuatro años siguientes, los certificados de plata se canjearon en "gránulos" de plata sin acuñar. El 24 de junio de 1968 cesó todo canje en plata. Aunque hay algunas excepciones (en particular para algunas de las primeras emisiones, así como los billetes experimentales) la gran mayoría de los certificados de plata de un dólar de pequeño tamaño, especialmente los billetes sin estrellas o desgastados de las series de 1935 y 1957, valen poco o nada por encima de su valor nominal. Todavía pueden encontrarse ocasionalmente en circulación.